# スブハシシュ・ロイ・チョウドフリー
スブハシシュ・ロイ・チョウドフリー（Subhasish Roy Chowdhury, 1986年9月27日 - ）は、インド・西ベンガル州コルカタ出身のプロサッカー選手。インディアン・スーパーリーグ・チャーチル・ブラザーズSC所属。元インド代表。ポジションはゴールキーパー。

## 所属クラブ
- 2004年 - 2005年  イースト・ベンガルFC
- 2005年 - 2010年  マヒンドラ・ユナイテッド
- 2010年 - 2014年  デンポSC
- 2014年  アトレティコ・デ・コルカタ
- 2015年  イースト・ベンガルFC
- 2015年  デリー・ディナモスFC
- 2016年  FCゴア
- 2017年  イースト・ベンガルFC
- 2017年 -   ケーララ・ブラスターズFC